# Mali Izvor (miasto Zaječar)
Mali Izvor (cyr. Мали Извор) – wieś w Serbii, w okręgu zajeczarskim, w mieście Zaječar. W 2011 roku liczyła 372 mieszkańców.